# Rysostrzępiak perłowy

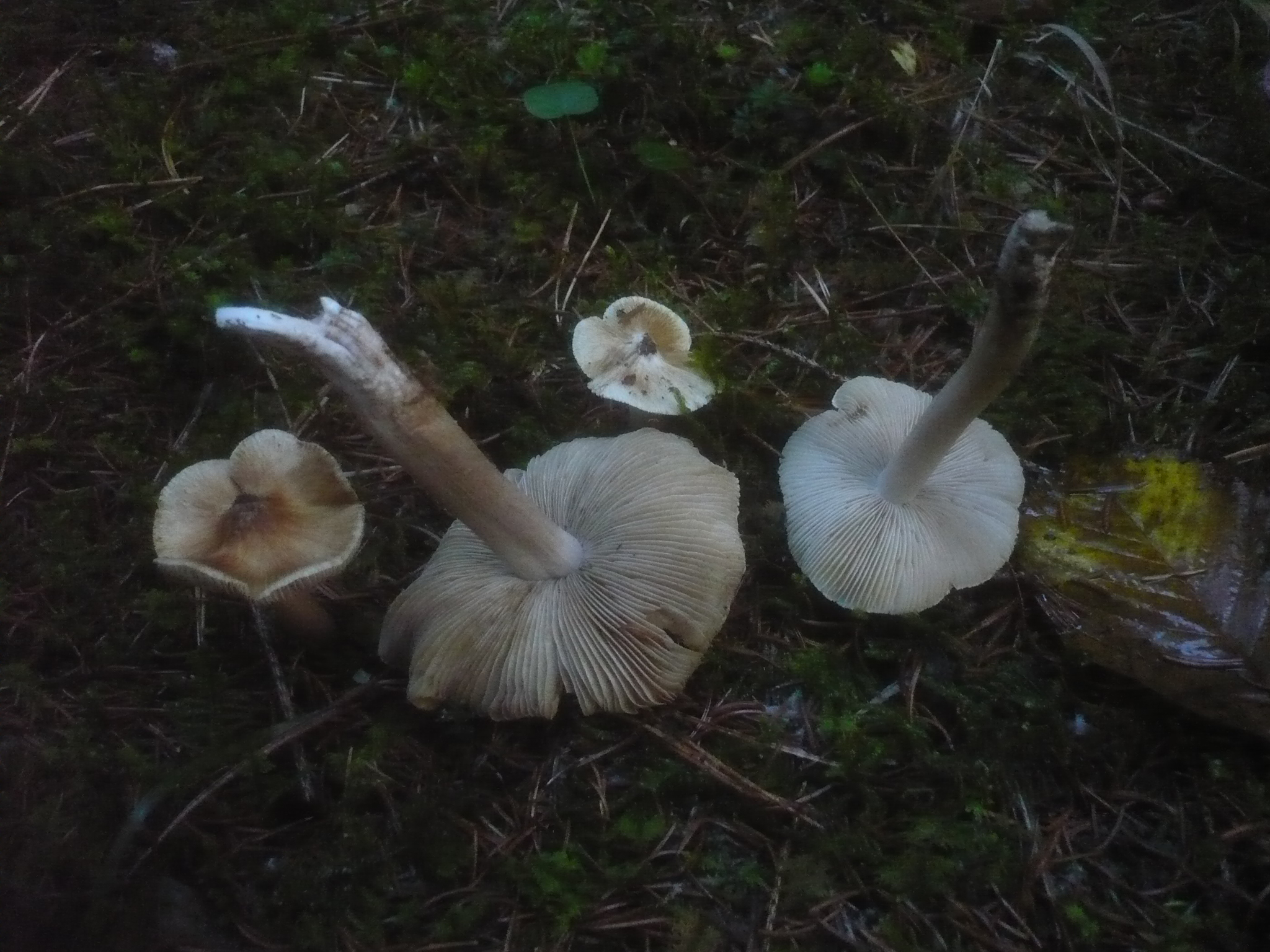

Rysostrzępiak perłowy, strzępiak perłowy (Pseudosperma perlatum (Cooke) Matheny & Esteve-Rav.) – gatunek grzybów należący do rodziny strzępiakowatych (Inocybaceae).

## Systematyka i nazewnictwo
Pozycja w klasyfikacji według Index Fungorum: Pseudosperma, Inocybaceae, Agaricales, Agaricomycetidae, Agaricomycetes, Agaricomycotina, Basidiomycota, Fungi.
Po raz pierwszy zdiagnozował go w 1886 r. Mordecai Cubitt Cooke, nadając mu nazwę Agaricus perlatus. Pier Andrea Saccardo w 1887 r. przeniósł go do rodzaju Inocybe, nadając mu nazwę Inocybe perlatum. Obecną, uznaną przez Index Fungorum nazwę nadali mu Matheny i Esteve-Rav. w 2019 r.
Synonimy:
- Agaricus perlatus Cooke 1886
- Inocybe perlata (Cooke) Sacc. 1887
- Inocybe rimosa f. perlata (Cooke) A. Ortega & Esteve-Rav. 1989

Andrzej Nespiak w 1990 roku nadał mu nazwę polską strzępiak perłowy. Po przeniesieniu do rodzaju Pseudosperma nazwa polska stała się niespójna z nazwą naukową. W 2021 r. Komisja ds. Polskiego Nazewnictwa Grzybów zarekomendowała nazwę rysostrzępiak perłowy.

## Morfologia
Kapelusz
Średnica 3–8(–10) cm, początkowo stożkowato-wypukły, potem płasko rozpostarty z wyraźnym garbem. Brzeg cienki, początkowo nieco podwinięty, potem charakterystycznie wygięty. Powierzchnia sucha, jedwabisto-włókienkowata. Często jest promieniście popękana, a spod włókienek przebija jaśniejsze tło miąższu. Kapelusz ma barwę od jasnordzawej do ciemnordzawej, nadaną mu przez włókienka, powierzchnia pod włókienkami jest brudnobiaława.
Blaszki
Szeroko zatokowato wycięte, z blaszeczkami, cienkie. Czasami pomiędzy blaszkami a trzonem jest pusta bezblaszkowa strefa o szerokości do 3 mm. Barwa od brudnobiałej do jasnooliwkowej. Ostrza jaśniejsze.
Trzon
Wysokość 4–10 cm, grubość 0,4–1,5 cm, walcowaty, przy podstawie czasami nieco zgrubiały, czasami z bulwką. Powierzchnia gładka, jedwabista, pod kapeluszem delikatnie oszroniona. W połowie wysokości jest kasztanowa, poza tym biała.
Miąższ
Białawy, tylko w trzonie czasami żółtooliwkowy. Jest bez smaku, ma słaby zapach spermy.
Cechy mikroskopowe
Zarodniki gładkie o fasolkowatym lub owalnym kształcie i wymiarach 9–10,5 × 4,5–6,5 µm z gutulą. Cystydy liczne, maczugowate, 30–50 × 12–20 µm, o delikatnej granulacji.
Gatunki podobne
Charakterystycznymi cechami gatunkowymi strzępiaka perłowego jest kolankowate podgięcie brzegu kapelusza oraz kasztanowaty kolor. Najbardziej podobnymi gatunkami są rysostrzępiak porysowany (Pseudosperma rimosum) i rysostrzępiak łuskowaty (Pseudosperma squamatum).

## Występowanie i siedlisko
Znane jest występowanie strzępiaka perłowego w niektórych krajach Europy. W piśmiennictwie naukowym na terenie Polski do 2003 r. podano trzy stanowiska. Więcej stanowisk i bardziej aktualnych podaje internetowy atlas grzybów. Zaliczony w nim jest do rejestru grzybów rzadkich i wartych objęcia ochroną
Grzyb mykoryzowy. Występuje na obrzeżach dróg w lasach liściastych i mieszanych, zwłaszcza pod dębami.